# Phyllachora loudetiae
Phyllachora loudetiae är en svampart som beskrevs av Doidge 1942. Phyllachora loudetiae ingår i släktet Phyllachora och familjen Phyllachoraceae.   Inga underarter finns listade i Catalogue of Life.